# Megarachne
Megarachne  (del griego 'araña gigante') es un género extinto de euriptéridos que vivió durante el Carbonífero Superior. Fue hallado en San Luis, Argentina. Inicialmente fue considerado una araña (de ahí su nombre), antes de ser clasificado como un euriptérido ("escorpión" de mar).

## Tamaño
Con una longitud entre las patas estimada en 50 centímetros, se consideró a Megarachne servinei como la araña más grande que haya existido, excediendo por mucho a la tarántula Goliat (Theraphosa blondi), que tiene una anchura máxima de alrededor de 30 centímetros.

## Características

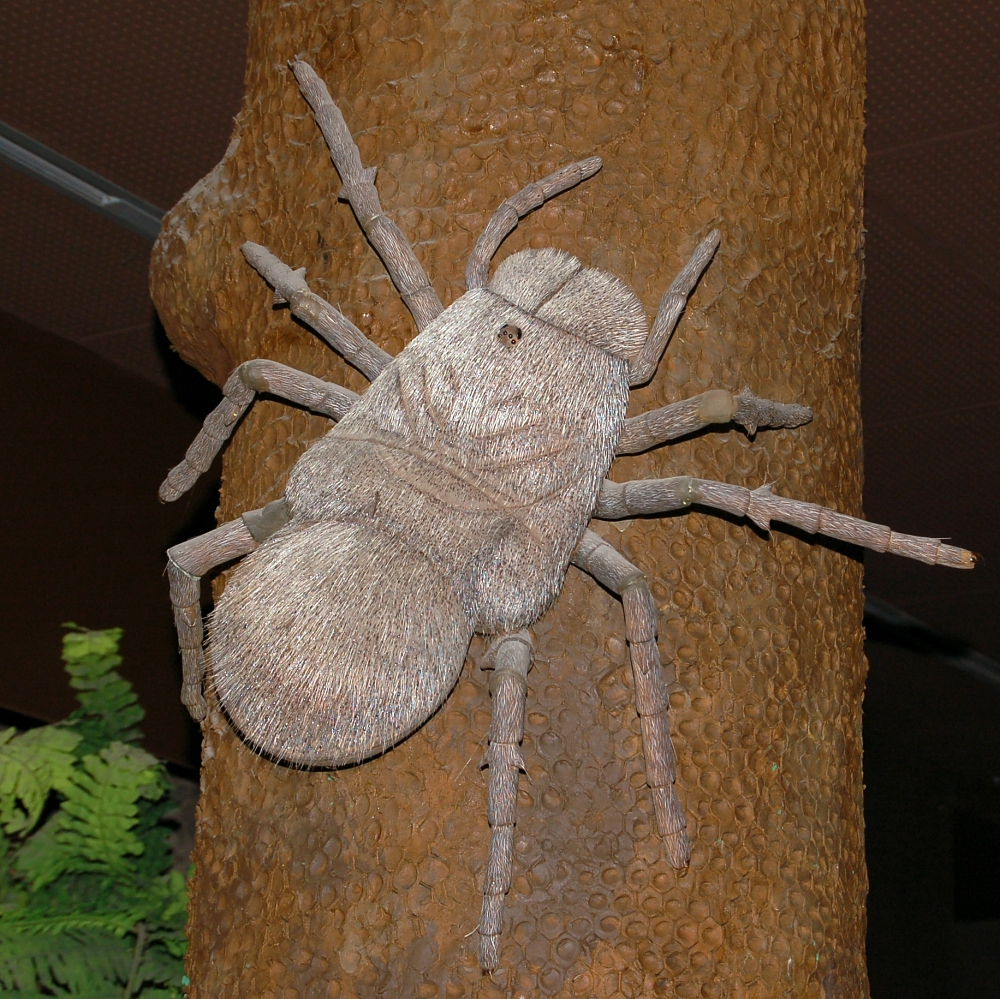
Reconstrucción incorrecta de Megarachne, como una gigantesca araña.

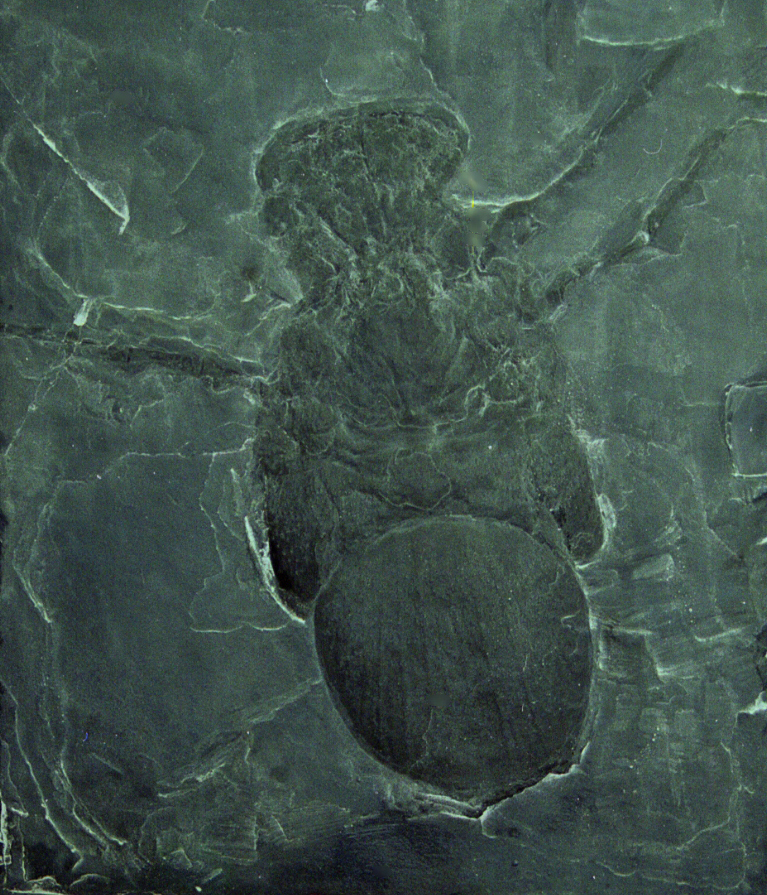
Réplica del holotipo de Megarachne, conservada en el Museo de Ciencias Naturales de Barcelona.

Megarachne servinei fue descrito originalmente en 1980 por el paleontólogo argentino Mario Hünicken. El fósil holotipo está conservado en las reservas del Museo de Paleontología de la Universidad Nacional de Córdoba, en Argentina. Fue recuperado en el Miembro Pallero de la Formación Bajo de Véliz,  ubicada dentro del parque homónimo, al noreste de la provincia de San Luis, en Argentina. Bajo de Véliz es una localidad que data de entre la etapa del Asseliense hasta el Sakmariense (298,9 ± 0,2 a 295,5 ± 0,4 millones de años). Hünicken identificó al espécimen como una araña migalomorfa basándose en el tamaño del caparazón, el ojo circular tuberculoso de 15 milímetros de ancho localizado entre los dos ojos en el centro de la cabeza, una estructura en frente del caparazón que él identificó como un quelícero espatulado, y una estructura circular detrás del primer segmento del cuerpo el cual él identificó como un abdomen "moderadamente piloso". La identificación de Hünicken dependía sobre todo de la microtomografía de rayos X del holotipo, y las estructuras adicionales escondidas fueron extrapoladas a partir de radiografías de rayos X.
El descubrimiento se hizo popular con rapidez y varias exhibiciones con reconstrucciones de Megarachne servinei como una araña gigante fueron situadas en diferentes museos alrededor del mundo.
Incluso así, la identificación del espécimen ya era puesta en duda por algunos aracnólogos. Incluso el propio Hünicken sabía de las discrepancias en la morfología del fósil que no encajaban con su supuesta identidad arácnida. Aun así, el holotipo estuvo por entonces depositado en una bóveda bancaria y otros paleontólogos solo tenían acceso a réplicas en material plástico.
En 2005, un segundo espécimen más completo fue recuperado de la misma localidad y horizonte. Un equipo de investigación liderado por el paleontólogo y aracnólogo británico Paul A. Selden y completado por Hünicken y el aracnólogo argentino José A. Corronca reexaminaron el holotipo a la luz del nuevo descubrimiento. Ellos concluyeron que Megarachne servinei no era una araña, sino de hecho un euriptérido grande, un grupo extinto de artrópodos quelicerados más comúnmente conocido como "escorpiones marinos" y emparentado con las arañas, los verdaderos escorpiones y los cangrejos bayoneta. Una comparación morfológica con otros euriptéridos indicó que Megarachne se parecía mucho a otro gran euriptérido del Carbonífero-Pérmico, el hibbertopteroideo Woodwardopterus, el cual es conocido a partir de un único espécimen.

## Taxonomía
Megarachne servinei es la única especie clasificada bajo el género Megarachne. Junto con los géneros Mycterops y Woodwardopterus, ha sido clasificada bajo la familia Mycteroptidae, y la superfamilia Hibbertopteroidea, en el suborden Stylonurina. El nombre del género, Megarachne, proviene del griego para "araña gigante".

## En la cultura popular
Un reconstrucción de Megarachne servinei iba a aparecer en la serie televisiva de la BBC de 2005 Walking with Monsters. Megarachne fue representada como una araña similar a una tarántula gigante, capaz de cazar reptiles pequeños, siguiendo la información que se conocía sobre este animal cuando inició la producción de la serie, pero la verdadera identidad de Megarachne como un euriptérido fue justo descubierta durante la misma producción. Para entonces era demasiado tarde como para actualizar la reconstrucción. Las escenas creadas fueron dejadas como estaban, pero la araña gigantesca fue entonces renombrada como una especie no identificada perteneciente al primitivo suborden de arañas Mesothelae.